# Марк Твен
 Тази статия е за американския писател.  За езерото вижте Марк Твен (езеро).  
Самюел Лангхорн Клемънс (на английски: Samuel Langhorne Clemens), широко известен с литературния си псевдоним Марк Твен (Mark Twain /mɑrk tweɪn/), е американски писател, журналист и хуморист.
Най-известен е със своя роман „Приключенията на Том Сойер“ и неговото продължение „Приключенията на Хъкълбери Фин“, често нареждани сред великите американски романи.
В началото на XX век Твен е смятан за „най-големия американски хуморист на своето време“, а Уилям Фокнър го нарича „бащата на американската литература“. Години по-късно Ърнест Хемингуей ще напише: „Цялата съвременна американска литература произхожда от една книга на Марк Твен, наречена „Хъкълбери Фин“.
Любопитен факт е, че писателят е роден и умира в години на появата на Халеевата комета.

## Биография

### Ранни години
Самюел Лангхорн Клемънс е роден във Флорида, малко градче в щата Мисури, САЩ на 30 ноември 1835 година. Баща му Джон Маршал Клемънс (11 август 1798 – 24 март 1847) произлиза от стара робовладелска фамилия, преселила се във Вирджиния от Корнуол, последователно е прокурор, търговец и мирови съдия. Майка му е Джейн Ламптън Клемънс (18 юни 1803 – 27 октомври 1890).
Твен е 6-то от общо 7 деца. Само 3-ма от братята и сестрите му доживяват до зряла възраст: Орайън (17 юли 1825 – 11 декември 1897), Хенри, починал при експлозия на кораб (13 юли 1838 – 31 август 1858), и Пемела (19 септември 1827 – 31 август 1904). Сестра му Маргарет (31 май 1830 – 17 август 1839) умира, когато Твен е на 3 години, а брат му Бенджамин (8 юни 1832 – 12 май 1842) умира 3 години по-късно. А брат му Плезант умира 6 месеца след раждането си. Твен се ражда 2 седмици след най-голямото приближаване на Халеевата комета до Земята.
Когато Самюел е четиригодишен, семейството му се премества в Ханибал, пристанище на река Мисисипи в щата Мисури. От спомените за детството си в това градче Марк Твен черпи вдъхновение за измисления Сейнт Питърсбърг от „Приключенията на Том Сойер“ и „Приключенията на Хъкълбери Фин“. По това време в Мисури робството още не е премахнато и Твен се запознава добре с него, като по-късно то е сред основните теми в творбите му.
През март 1847 г. бащата на Самюел Клемънс умира от пневмония и той трябва да започне работа като словослагател. През 1851 г. започва да пише статии и хумористични разкази за местния вестник Ханибал Джърнал, който е собственост на по-големия му брат Орайън. Когато става на 18, Самюел напуска вестника и работи като печатар в Ню Йорк, Филаделфия, Сейнт Луис и Синсинати. Той става профсъюзен член, а след работа се самообразова в обществените библиотеки, където намира по-широка информация, отколкото в училище.
През 1857 г. Самюел Клемънс се завръща в Мисури. По време на пътуване до Ню Орлиънс лоцманът на парахода го вдъхновява да стане лоцман по река Мисисипи. По-късно самият той пише, че по това време лоцманите по реката имат по-висок престиж и авторитет от капитаните на параходи, а и заплащането им е много високо – 250 долара месечно (около 73 хиляди долара от 2011). Те трябва да познават подробно течението на постоянно променящата се река, за да могат да спират в стотиците пристанища и обикновени кейове. В продължение на две години Клемънс изучава дългото над 3000 km течение на реката преди да получи лиценза си за лоцман през 1859 г.
По време на обучението си Самюел убеждава по-малкия си брат Хенри и той да стане лоцман. Хенри загива на 21 юни 1858 г. при експлозията на парахода „Пенсилвания“. По-късно Марк Твен пише, че е сънувал смъртта му месец по-рано, което дава начало на интереса му към парапсихологията. Той става един от първите членове на Дружеството за психически изследвания. Смъртта на брат му се отразява тежко на Самюел, който до края на живота си се самообвинява за нея. Той продължава да работи като лоцман до избухването на Гражданската война през 1861 година, когато свободното движение по реката е прекратено.

### Пътувания
През 1861 г. Самюел Клемънс заминава на запад заедно с брат си Орайън, който е назначен за секретар на Джеймс Ний, губернатор на Невада. Те пътуват повече от 2 седмици с дилижанс през прериите и Скалистите планини и посещават мормонската общност в Солт Лейк Сити. Това пътуване вдъхновява пътеписа „Roughing It“ и осигурява материал за разказа „Знаменитата скачаща жаба от окръг Калаверас“ („The Celebrated Jumping Frog of Calaveras County“). Пътуването приключва за Самюел в сребърните мини на Вирджиния Сити в Невада, където започва да работи. Не успява в това начинание и си намира работа в местния вестник Териториъл Ентърпрайс. Тук той за първи път използва псевдонима Марк Твен, с който ще остане известен – на 3 февруари 1863 година той подписва с него хумористичния пътепис „Letter From Carson – re: Joe Goodman; party at Gov. Johnson's; music“. Клемънс взима псевдонима от друг писател, Исая Селърс, който вече се подписвал с него. С възгласа „Mark Twain!“ моряците по Мисисипи предупреждават за опасно спадане на водите до минимума, необходим за речното корабоплаване.
През 1864 г. Твен се мести в Сан Франциско, където продължава да се занимава с журналистика. Тук той се запознава с други писатели като Брет Харт, Артимъс Уорд и Дан Декил. Първият голям литературен успех за Марк Твен идва с публикуването на разказа „Знаменитата скачаща жаба от окръг Калаверас“, излязъл в нюйоркския седмичник „Сатърди Прес“ на 18 ноември 1865 г. Разказът е толкова забавен, че вестници и списания от цялата страна бързат да го препечатат. Година по-късно Твен пътува за Сандвичевите острови (днешните Хаваи) като репортер на вестник Сакраменто Юниън. Пътеписите му стават популярни и се превръщат в основа на първите му публични беседи.
През 1867 г. местен вестник спонсорира пътуването на Марк Твен до Средиземноморието. По време на това пътешествие той пише поредица писма, които по-късно издава като „Глупаци в чужбина“ („The Innocents Abroad“, 1869), в която са осмени и американците, и европейците с типичните им предубеждения едни към други. По време на пътуването авторът се запознава с бъдещия си шурей Чарлс Лангдън.

### Брак и деца
Чарлс Лангдън показва на Твен снимка на сестра си Оливия и по-късно писателят твърди, че се влюбва в нея от пръв поглед. През 1868 г. двамата се срещат, сгодяват се година по-късно и се женят през февруари 1870 г. Оливия произхожда от „богато, но либерално семейство“ и чрез нея Твен се запознава с аболиционисти, „социалисти, принципни атеисти и борци за правата на жените и за социално равенство“. Сред тях са писателката Хариет Бичър Стоу, която е негова съседка в Хартфорд, общественикът Фредерик Дъглас и утопистът Уилям Дийн Хоуелс, с когото стават приятели за цял живот.
През 1869 – 1871 г. семейството живее в Бъфало, щата Ню Йорк, където Марк Твен е съсобственик в местния вестник Бъфало Експрес и работи там като редактор и журналист. Първото им дете Лангдън умира на 19 месеца от дифтерия. През 1871 година Твен се мести със семейството си в Хартфорд, където през 1873 г. започва строежа на собствената си къща (през 1927 година тя е спасена от разрушаване от местната общественост и е превърната в музей на писателя). Докато живеят там, Оливия ражда три дъщери: Сузи (1872 – 1896), Клара (1874 – 1962) и Джийн (1880 – 1909). Бракът на Твен и Оливия трае до смъртта на Оливия през 1904 година.
По време на 17-годишния си престой в Хартфорд (1874 – 1891) Твен създава и публикува най-известните си произведения, сред които „Приключенията на Том Сойер“ („The Adventures of Tom Sawyer“, 1876), „Принцът и просякът“ („The Prince and the Pauper“, 1881), „Животът по Мисисипи“ („Life on the Mississippi“, 1883), „Приключенията на Хъкълбери Фин“ („Adventures of Huckleberry Finn“, 1884) и „Един янки в двора на крал Артур“ („A Connecticut Yankee in King Arthur's Court“, 1889).
Твен предприема второ пътуване в Европа, описано в книгата от 1880 година „A Tramp Abroad“. Обиколката му включва престой в Хайделберг от 6 май до 23 юли 1878 година и посещение в Лондон.

### Наука и технологии
Твен е очарован от науката и научните изследвания. Става близък приятел на Никола Тесла и двамата прекарват много време заедно в лабораторията на Тесла.
Твен патентова 3 изобретения, като едното от тях е заместител на тирантите, а другото – историческа игра с любопитни факти. Най-голям търговски успех има самозалепващият се албум за изрезки (изрезките само трябвало да се намокрят преди да се залепят).
Книгата му „Един янки в двора на крал Артур“ разказва за пътешественик във времето, който представя модерни технология на Англия от времето на крал Артур. Този тип истории по-късно става шаблонен за научнофантастичния поджанр Алтернативна история.
През 1909 г. Томас Едисон посещава Твен в дома му в Рединг, Кънектикът, и го заснема. Част от филма е използван в късометражния филм „Принцът и просякът“ (1909).

### Финансови затруднения
Твен печели значителна сума пари чрез писане, но пропилява голяма част от тях чрез лоши инвестиции, най-вече в нови изобретения. Особено скъпо (300 000 долара, които в днешно време са приблизително 7,5 млн. долара) му струва изобретяването на нова машина за печатане, която се повреждала прекалено често. Преди да може да бъде усъвършенствана, бил изобретен линотипът. Така Твен губи не само повечето пари, спечелени чрез писане, но и голяма част от наследството на съпругата си.
Твен губи пари и заради издателската си къща, която има първоначален успех благодарение на издаването на мемоарите на Юлисис Грант, но впоследствие губи много, издавайки биографията на папа Лъв XIII. От нея са продадени по-малко от двеста екземпляра.
Новите творби на Твен заедно с беседите му и помощта на приятели му дават възможност да си възвърне финансовата стабилност. През 1893 г. започва 15-годишното му приятелство с Хенри Хътълсън Роджърс, президент на „Стандарт Ойл“. Първоначално Роджърс прави акт на Твен за банкрут. След това прехвърля авторските права на Оливия, за да не могат кредиторите му да ги придобият. Накрая Роджърс поема пълния контрол върху парите на Твен, докато не било платено на всички кредитори. През 1894 г. Твен започва световно пътешествие, на което изнася своите беседи, за да се издължи на кредиторите си, въпреки че нямал законово задължение за това. Обикаля Нова Зеландия, Австралия, Индия и Южна Африка. По време на това пътуване дъщеря му Сузи умира от менингит. Завръща се в Америка с необходимите пари през 1900 г.

### Последни години
Твен преминава през период на голяма депресия, която започва през 1896 г., когато Сузи умира. През 1904]г. умира Оливия, а Джийн на 24 октомври 1909 г. Внезапно умира и Хенри Роджърс на 20 май 1909 г.
През 1906 г. Твен започва да пише своята автобиография в сп. „Норт Америкън Ривю“, публикувана посмъртно през 1924 г. През април същата година научава, че приятелката му Ина Кулбрайт е загубила почти всичко, което притежава, при земетресението в Сан Франциско и се съгласява да бъдат продадени няколко негови портрета с автограф, като парите отиват за нея. След това Джордж Уортън Джеймс посещава Твен в Ню Йорк и му прави още няколко портрета. Твен твърди, че 4 от тях са сред най-добрите портрети, които са му правени.
През 1907 г. Оксфордският университет му присъжда званието доктор хонорис кауза.

През 1909 г. Твен казва: 
| „ | „Дойдох с Халеевата комета през 1835 г. Следващата година тя идва отново и очаквам да си отида с нея. Ще бъде най-голямото разочарование в живота ми, ако не си отида с Халеевата комета. Всевишният без съмнение е казал: „Ето две необясними явления; дойдоха заедно, трябва и да си отидат заедно“. | “ |

Оказва се, че е предсказал смъртта си. Предсказанието му се сбъдва – Твен умира от сърдечен удар на 21 април 1910 г. в Рединг, Кънектикът ден след най-близкото разстояние на кометата до Земята. Американската пощенска служба издава пликове „Марк Твен и Халеевата комета“ на 4 декември 1985 г.
Когато научава за смъртта му, президентът Тафт казва: „Марк Твен даде радост – истинска интелектуална наслада – на милиони и творбите му ще продължават да дават такава наслада на милиони... Неговият хумор бе американски, но той бе толкова ценен и от англичаните, и от хората от други страни, както и от своите сънародници. Той е неразделна част от американската литература“.
Погребението е в презвитерианската църква „Олд Брик“ в Ню Йорк. Твен е погребан до жена си в семейния парцел в Елмайра, Ню Йорк. Гробът му е отбелязан от единственото му живо дете Клара чрез паметник, висок 3,65 метра (т.е. 2 фатома или „марк твен“). Има и малка плоча.

## Творчество

### Общ преглед
Твен започва кариерата си с лека, хумористична поезия, но впоследствие става хроникьор на суетите, лицемерието и убийствата на човек. В средата на кариерата си с „Хъкълбери Фин“ той комбинира силния хумор и социалната критика. Твен е господар на разговорната реч и това му помага да създаде и популяризира отличителна американска литература, на американски теми и език.
Много от творбите на Твен са забранявани по различни причини. „Хъкълбери Фин“ е забранявана неведнъж в американските гимназии, като една от причините е честата употреба на думата „негър“, която е използвана широко преди гражданската война, когато се развива действието.
Пълна библиография на творбите му е невъзможна поради големия брой произведения, написани от Твен (често в малко известни вестници), и това, че използва няколко различни псевдонима. Освен това голяма част от речите и беседите му са загубени или въобще не са били записвани.

### Първи творби
Първата голяма творба на Твен е разказът „Знаменитата скачаща жаба от окръг Калверас“. Той е публикуван в „Ню Йорк Сатърдей Прес“ поради единствената причина, че не е пристигнала навреме, за да бъде включена в сборник със скечове от Дивия Запад на Артимъс Уорд.
След този внезапен успех Твен е назначен в „Сакраменто Юниън“ да пише писма, в които да разказва за пътуванията си. В първото той разказва за пътуването през медения месец с парахода „Аякс“ до Хаваите. Тези хумористични писма са определящи за бъдещото му развитие като пътуващ журналист. За „Алта Калифорния“ пише хумористична бурлеска за пътуването си от Сан Франциско до Ню Йорк с кораб през Панамския канал. На 8 юни 1867 г. Твен отплава на борда на Куейкър Сити за 5 месеца, резултатът от което е „Наивници в чужбина“.
През 1872 г. Твен публикува пътеписа „В несгода“, който е полупродължение на „Наивници в чужбина“. Той е и отчасти автобиографичен, защото проследява пътуването на писателя до Невада и последващия му живот на запад. Книгата осмива американското общество по същия начин, по който „Наивници в чужбина“ осмива европейското. Следващата творба на Твен „Ера на смеха: История за дневно време“ не е пътепис, а е фокусирана повече върху събития от настоящото. Това е първият му опит да напише роман. За отбелязване е още, че книгата е единствената, която Твен пише в съавторство; тя е написана заедно със съседа му Чарлс Дъдли Уорнър.
Следващите 2 книги на Твен са почерпани от преживяванията му по Мисисипи. „Едно време по Мисисипи“ представлява серия скечове, публикувани в „Атлантик Мънтли“ през 1875 г., и изразява разочарованието на автора от романтизма. Тази книга се превръща в начало на „Живот по Мисисипи“.

### Том Сойер и Хъкълбери Фин
Следващата голяма публикация на Твен е „Приключенията на Том Сойер“, за която черпи вдъхновение от младежките си години в Ханибал. Том Сойер е модел на Твен като дете, като в него се откриват и черти от двама негови съученици Джон Бригс и Уил Боуен. Книгата представя и Хъкълбери Фин като второстепенен герой, който е прототип на приятеля на Твен Том Бланкъншип.
Въпреки че днес сюжетът на „Принцът и просякът“ е изключително популярен в литературата и киното, той не е добре приет по време на издаването му. Това е историята на две момчета, родени в един и същи ден, еднакви на външен вид, която се превръща в социален коментар, когато двамата разменят местата си. Това е първият опит на Твен да създаде художествена проза, която не е толкова силно повлияна от личните му преживявания и вината за недостатъците му обикновено се приписва на това, че авторът не познава добре английското общество, а също и на това, че излиза след голям шедьовър. Пишейки този роман, Твен започва и „Приключенията на Хъкълбери Фин“ (с който има постоянни трудности) и започва и завършва друг пътепис „Глупаци в чужбина“, който следва автора по време на пътуването му в централна и южна Европа.
„Хъкълбери Фин“ (1884) затвърждава мястото на Марк Твен като значим американски писател. Този роман на пръв поглед е детско-юношески, както и „Том Сойер“, от който води началото си, но за разлика от него е много по-сериозен. Четиристотин страници от ръкописа на романа са написани в средата на 1876 г., веднага след публикуването на „Том Сойер“. Според някои сметки Твен е писал романа седем години и го завършва през 1883 г. Други считат, че „Хъкълбери Фин“ е писан паралелно с „Принцът и просякът“ и други творби през 1880 и следващите години. Последната пета от книгата е предмет на много спорове. Според Лео Маркс по това време Твен е изпаднал в „нервен срив“. В есето „Зелените хълмове на Африка“ Ърнест Хемингуей пише за „Хъкълбери Фин“: „Ако я четете, трябва да спрете, когато негърът Джим е отвлечен от момчетата. Това е истинският край. Останалото са хитрини.“ В същото есе той пише: „Цялата съвременна американска литература произхожда от една книга на Марк Твен, наречена „Хъкълбери Фин“.
Най-голямото постижение на Твен като писател са начинът, по който разказва „Хъкълбери Фин“, и езикът, който използва. Американски изследователи са установили, че говорът на Хък е много близък до обикновената, простонародна южняшка реч на необразованото население, нещо повече – в книгата си „Бил ли е Хък чернокож?“ (1993) Шели Фишер Фишкин стига до заключението, че Хък говори на диалект, който е смесица от речта на белите и чернокожите от южните щати. Така Марк Твен пръв дръзва да използва езика на най-ниско поставените в обществото за създаване на литературен шедьовър. След него все повече американски писатели се стремят да пишат максимално близо до живия език.
В периода около завършването на „Хъкълбери Фин“ Твен написва „Живот по Мисисипи“, която описва спомените на автора и новите му преживявания след 22-годишно отсъствие от река Мисисипи. Именно в нея той твърди, че „марк твен“ е терминът, с който моряците оповестяват безопасната дълбочина.

### Късно творчество
По време на дългата си писателска кариера Твен написва и голямо количество есета. Те се появяват в различни вестници и списания. В тях той поставя за разглеждане наболели обществено-политически въпроси. В „Сандвичевите острови“ (1873) например описва как мисионерите покваряват населението на Хаваите, „Юбилеят на Кралица Виктория“ (1897) представя с неодобрение помпозните тържества и пищни шествия на кралското общество в Англия, а „Монологът на крал Леополд“ (1905) разкрива чрез драматичен монолог политическите злини, причинени от деспотизма.

## Псевдоними
Клемънс използва различни псевдоними, докато не се спира окончателно на „Марк Твен“. До 1863 г. подписва скечовете си с „Джош“. Освен това използва и „Томас Джеферсън Снодграс“ за поредица хумористични писма. Само за 1 свой роман се е подписал с псевдонима „Сир Луи де Конт“.
Писателят твърди, че псевдонимът му идва от годините, когато е работил по Мисисипи. Изразът „2 фатома“ означава, че дълбочината е достатъчна за преминаване (2 фатома са равни приблизително на 4 ярда ≈ 3,6 метра), откъдето идва и фамилията в псевдонима му Твен (twain), която е архаизъм за думата „две“. Лодкарят се провиква „марк твен“, което означава „според мярката (марк/mark) дълбочината е 2 фатома“.
Твен признава, че псевдонимът му не е изцяло негова идея. В „Живот по Мисисипи“ той пише:
| „ | Капитан Исая Селърс не притежаваше големи литературни заложби, а набързо нахвърляше няколко параграфа чисто практическа информация за реката и се подписваше под тях с „Марк Твен“, след което ги предаваше на „Ню Орлиънс Пикаюн“. Тъй като бяха свързани със състоянието на реката те бяха точни и ценни; ... когато по телеграфа пристигна вестта за смъртта му, аз бях на тихоокеанското крайбрежие. Бях млад журналист и ми трябваше бойно име; затова конфискувах това на стария моряк и направих всичко по силите си, за да остане то такова, каквото бе у него – знак, символ и гарант, че под каквото и да бъде сложено, човек може да се обзаложи, че то е неопровержима истина; как успях да го постигна ще е нескромно да разкажа. | “ |

Тази версия на Твен се оспорва от биографа Джордж Уилямс III, вестник „Териториъл Ентърпрайс“, според когото „марк твен“ е нарицателно, което писателят често си навличал, докато пиел в салона на Джон Пайпър във Вирджиния, Невада.